# Dysstroma morosata
Dysstroma morosata là một loài bướm đêm trong họ Geometridae.